# GP Ouest France-Plouay 2009 (mannen)
De GP Ouest France-Plouay 2009 was de 73ste editie van de Franse eendagskoers in en rondom het Bretonse Plouay, en werd verreden op zondag 23 augustus. De wedstrijd ging  over 229 kilometer, oftewel 12 rondjes op het Circuit Jean-Yves Perron met drie hellende stukken per ronde en finish net ten noorden van de stad.
Een groep van vijf renners bleef het peloton drie seconden voor. Hiervan was de Australiër Simon Gerrans van het Cervélo TestTeam de sterkste. Hij won daarmee zijn eerste ProTour koers. De winnaar van 2008, Pierrick Fédrigo, werd tweede.

## Uitslag mannen
| GP Ouest France-Plouay 2009 |                   |                       |          |
| Plaats                      | Naam              | Ploeg                 | Tijd     |
| Winnaar                     | Simon Gerrans     | Cervélo TestTeam      | 5u58'53" |
| 2                           | Pierrick Fédrigo  | Bbox Bouygues Télécom | z.t.     |
| 3                           | Paul Martens      | Rabobank              | z.t.     |
| 4                           | Anthony Roux      | Française des Jeux    | z.t.     |
| 5                           | Daniel Martin     | Garmin-Slipstream     | z.t.     |
| 6                           | Luis León Sánchez | Caisse d'Epargne      | +00' 03" |
| 7                           | Samuel Dumoulin   | Cofidis               | z.t.     |
| 8                           | Maksim Iglinski   | Astana                | z.t.     |
| 9                           | Frédéric Guesdon  | Française des Jeux    | z.t.     |
| 10                          | Jesús del Nero    | Fuji-Servetto         | z.t.     |
|                             |                   |                       |          |
| 19                          | Philippe Gilbert  | Silence-Lotto         | z.t.     |
| 20                          | Tom Leezer        | Rabobank              | z.t.     |

Bretagne Classic: 1931 · 1932 · 1933 · 1934 · 1935 · 1936 · 1937 · 1938 · 1939 - 1944 · 1945 · 1946 · 1947 · 1948 · 1949 · 1950 · 1951 · 1952 · 1953 · 1954 · 1955 · 1956 · 1957 · 1958 · 1959 · 1960 · 1961 · 1962 · 1963 · 1964 · 1965 · 1966 · 1967 · 1968 · 1969 · 1970 · 1971 · 1972 · 1973 · 1974 · 1975 · 1976 · 1977 · 1978 · 1979 · 1980 · 1981 · 1982 · 1983 · 1984 · 1985 · 1986 · 1987 · 1988 · 1989 · 1990 · 1991 · 1992 · 1993 · 1994 · 1995 · 1996 · 1997 · 1998 · 1999 · 2000 · 2001 · 2002 · 2003 · 2004 · 2005 · 2006 · 2007 · 2008 · 2009 · 2010 · 2011 · 2012 · 2013 · 2014 · 2015 · 2016 · 2017 · 2018 · 2019 · 2020 · 2021 · 2022 · 2023 · 2024
Classic Lorient Agglomération: 1999 · 2000 · 2001 · 2002 · 2003 · 2004 · 2005 · 2006 · 2007 · 2008 · 2009 · 2010 · 2011 · 2012 · 2013 · 2014 · 2015 · 2016 · 2017 · 2018 · 2019 · 2020 · 2021 · 2022 · 2023 · 2024
 Tour Down Under · 
 Ronde van Vlaanderen · 
 Ronde van het Baskenland · 
 Gent-Wevelgem · 
 Amstel Gold Race · 
 Ronde van Romandië · 
 Ronde van Catalonië · 
 Critérium du Dauphiné Libéré · 
 Ronde van Zwitserland · 
 Clásica San Sebastián · 
 Ronde van Polen · 
 Vattenfall Cyclassics · 
  Eneco Tour · 
 GP Ouest France-Plouay